# Onitsha
Onitsha è una città della Nigeria, situata sulla riva sinistra del fiume Niger, nello stato di Anambra. Un tempo potente città stato del popolo Igbo, è oggi un importante centro commerciale, crocevia tra le regioni della Nigeria occidentale e orientale, e un importante porto fluviale sul Niger. La popolazione (prevalentemente di etnia Igbo, con minoranze yoruba, hausa, e appartenenti agli altri maggiori gruppi etnici del paese) ammontava, secondo le stime del sito World Gazetteer, a circa 900 000 abitanti nel 2010.

## Storia
La città fu fondata nel XVI secolo con il nome di Ado N'Idu, da alcuni immigranti provenienti dalla regione di Anioma, sul lato destro del Niger. Onitsha divenne ben presto una delle più potenti città stato degli Igbo, che mantennero il potere fino al XIX secolo, pur subendo in alcuni frangenti l'influenza del vicino Impero del Benin. Nel 1857 si stabilirono nella zona i commercianti della Royal Niger Company, attratti dal ricco commercio dell'olio di palma, e con essi i primi missionari inglesi, che diffusero la religione anglicana, tuttora maggioritaria. Fu quindi inclusa nel protettorato britannico della Southern Nigeria, fino al 1960, anno dell'indipendenza del paese.
Nel 1965 la costruzione del ponte stradale sul Niger accrebbe l'importanza della città come fondamentale nodo di comunicazione tra l'est e l'ovest nigeriano. Due anni dopo entrò a far parte della secessionista Repubblica del Biafra, e nell'ottobre del 1967 fu teatro di uno dei maggiori scontri tra l'esercito ribelle e le truppe governative nigeriane nell'ambito della Guerra civile nigeriana.